# دیوید فیربنک
دیوید فیربنک (به انگلیسی: Dave Fairbank) (زادهٔ ۱۹ دسامبر ۱۹۵۴) شناگر اهل ایالات متحده آمریکا است.